# Мостад
Мостад (норв. Måstad) — покинуте село на острові Верей (Нурланн), Норвегія.

## Особливості географічного положення
Село Мостад знаходиться на східному узбережжі півострова Мостадхалойя (норв. Måstadstien, яка складається з 3-х слів: власне Måstad, halv — половина, øya — острів ), у південно-західної частини острова Верей (Нурланн).
Село Мостад практично ізольоване від інших населених пунктів острова. Дістатися до нього можна лише двома шляхами — морським транспортом або пішохідною туристичною стежкою Мостадстен (норв. Måstadstien).

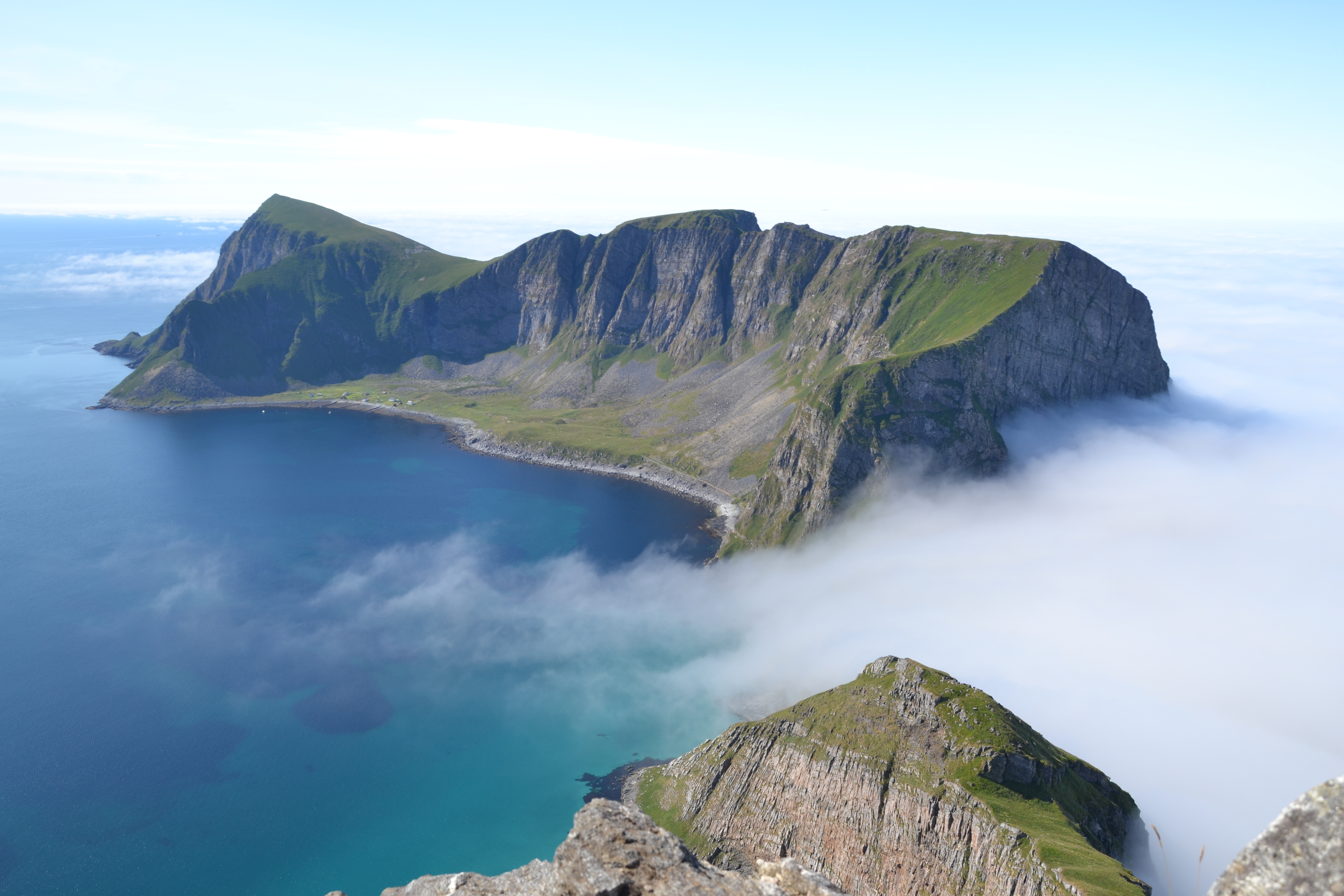
Вигляд на долину Мостад з вершини Хохейя (Håheia)

## Тваринний світ
На скелях, які обмежують територію поселення, розміщені колонії птахів — іпатки атлантичної, мартина атлантичного.

## Туризм
Село є привабливим об'єктом для туристів-пішохідників, спостерігачів за птахами, фотографів, любителів занедбаних об'єктів.
Пішохідна туристична стежка до села Мостад має назву Мостадстен (норв. Måstadstien). Стежка маркована червоним кольором (колір маркування пішохідних стежок у Норвегії подібний маркуванню рівня складності гірськолижних трас).
Стежка йде спочатку вздовж основного гірського хребта по зовнішньому периметру основної частини острова Верей (Нурланн), виходить на перевал, потім по внутрішньому периметру півострова Мостадхалойя (норв. Måstadstien). Довжина стежки Мостадстен — 6 км. Орієнтовний час проходження стежки — до 3 години.

## Галерея

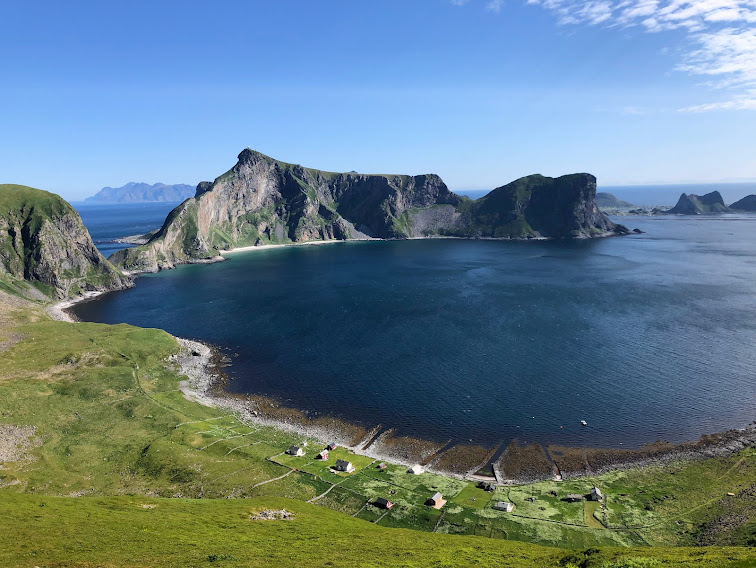
Мостад з хребта
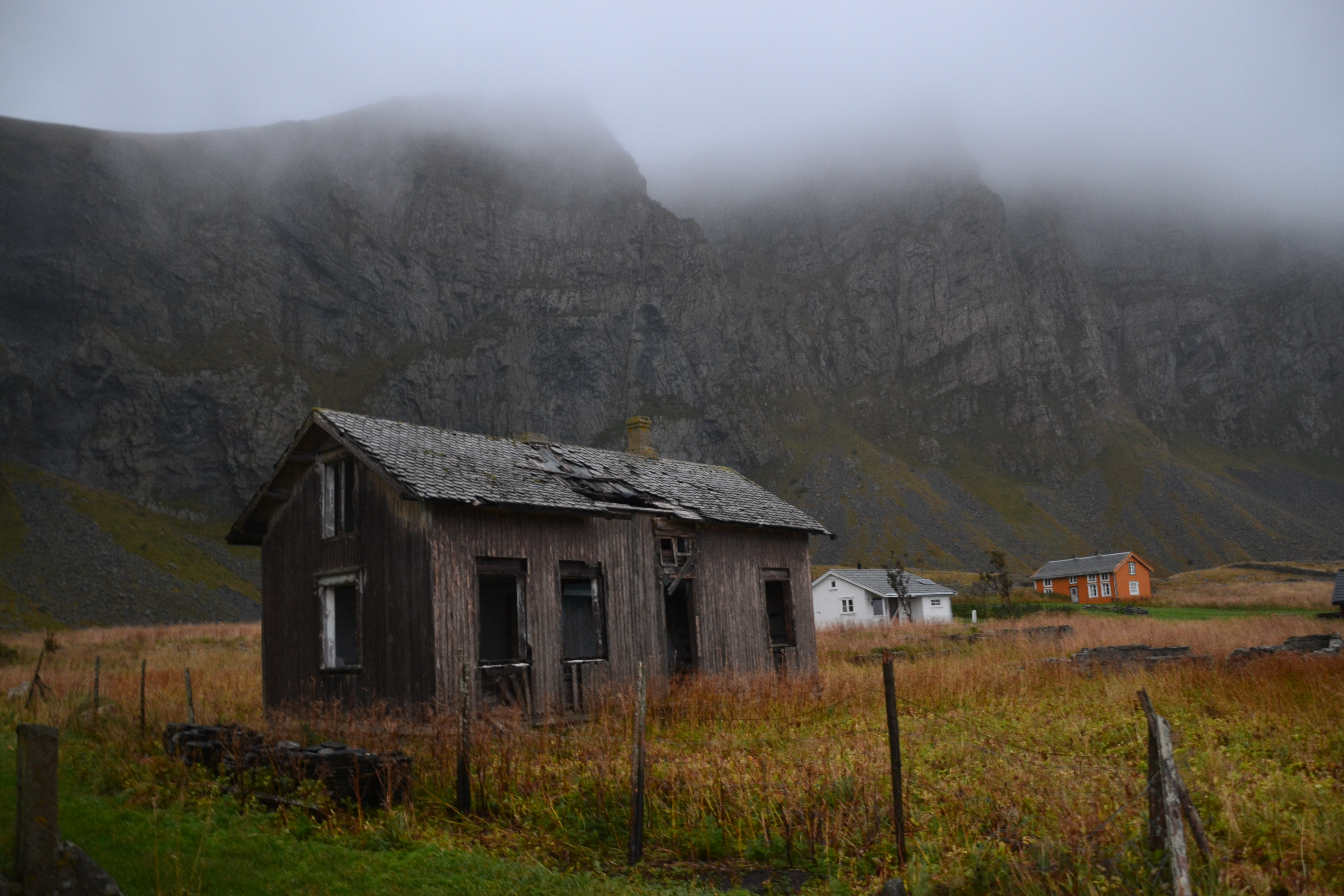
Будівля колишньої школи
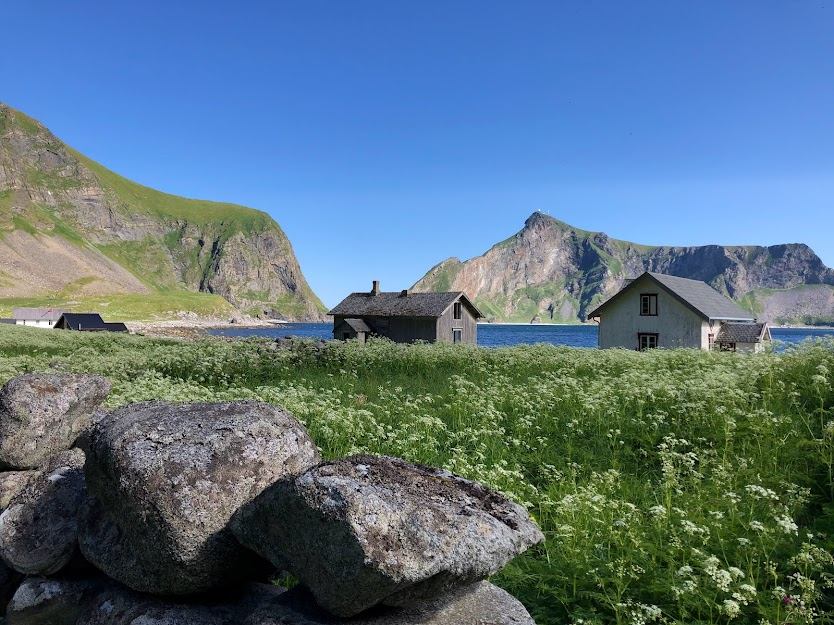
Долина Мостад